# Macromotettix torulisinota
Macromotettix torulisinota är en insektsart som beskrevs av Zheng, Z. 1998. Macromotettix torulisinota ingår i släktet Macromotettix och familjen torngräshoppor. Inga underarter finns listade i Catalogue of Life.